# Fuente de Brabo

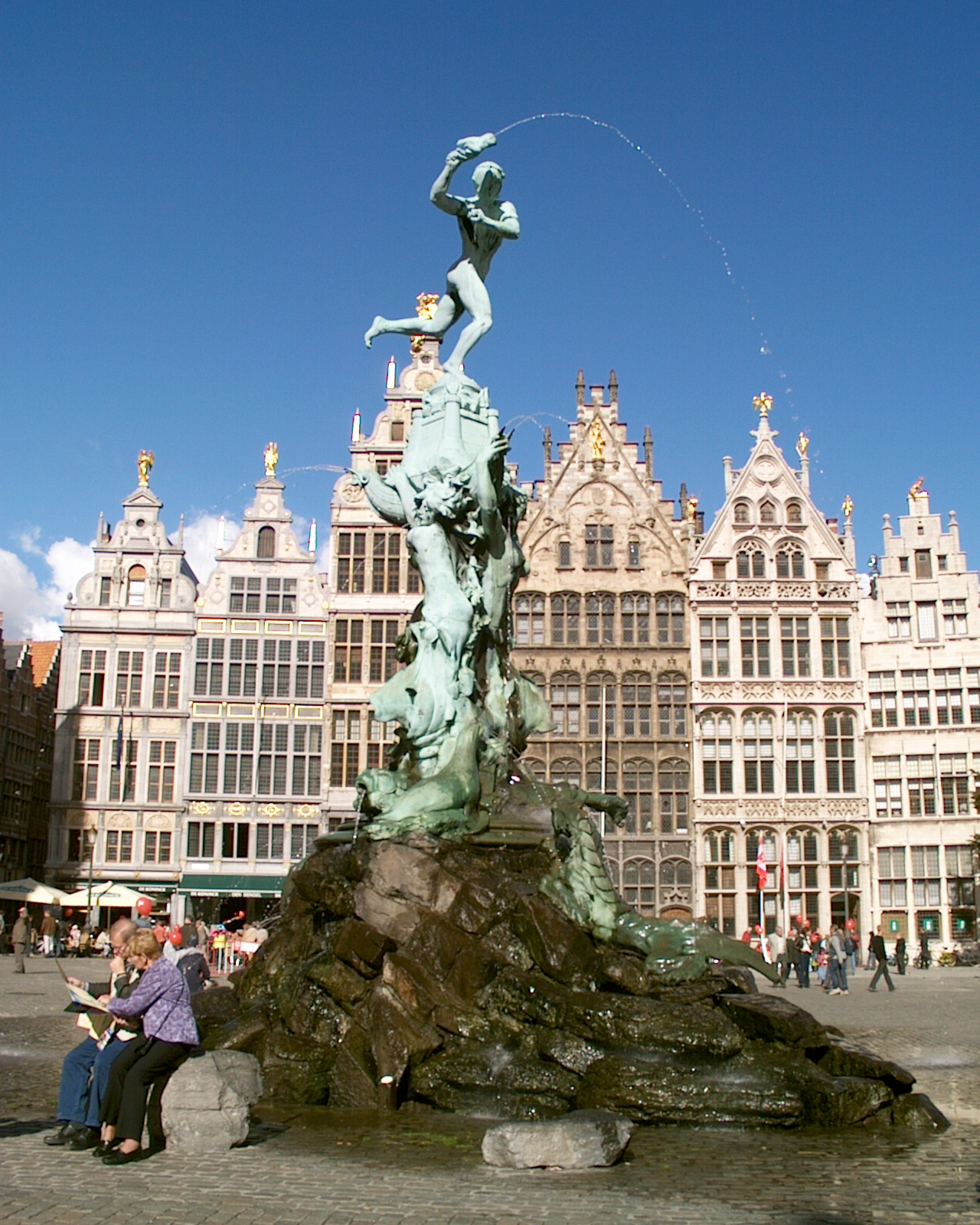
La fuente del Brabo

La fuente del Brabo (en neerlandés: Brabofontei) está situada en la Grote Markt (Plaza del Mercado Grande) de Amberes, frente al Ayuntamiento de la ciudad. La ceremonia de inauguración de la escultura tuvo lugar en 1887. Jef Lambeaux realizó el conjunto de la fuente en bronce.
La fuente evoca la leyenda que da nombre de la ciudad: la victoria del capitán romano Silvio Brabo sobre el gigante Druon Antígono, quien cortaba una mano a todos los capitanes de barco que amarraban en la zona y se negaban a pagarle peaje, lanzándola a continuación al Escalda. La estatua representa a Silvio Brabo cuando lanza la mano amputada del gigante al río.
La etimología del nombre de la ciudad Amberes (en neerlandés Antwerpen) procede de Ant (mano) y werpen (lanzamiento).